# Spoorlijn Carignan - Messempré
De Spoorlijn Carignan - Messempré is een Franse spoorlijn die Carignan via Messempré met de Belgische spoorlijn 163A verbond. De lijn was 6,1 km lang en had als lijnnummer 214 000.

## Geschiedenis
De spoorlijn werd aangelegd door de Chemin de Fer de l'Est en geopend op 3 september 1871. Reizigersverkeer werd opgeheven bij het uitbreken van de Eerste Wereldoorlog op 1 augustus 1914. Tot 2009 was de lijn in gebruik voor goederenvervoer, daarna is de lijn buiten gebruik gesteld. In 2020 is de gehele lijn opgebroken en is er een fietspad aangelegd. 

## Aansluitingen
In de volgende plaatsen was er een aansluiting op de volgende spoorlijnen:
Carignan
RFN 204 000, spoorlijn tussen Mohon en Thionville
Messempré
Spoorlijn 163A tussen Y Orgéo en Muno